# Linia kolejowa nr 373
Linia kolejowa nr 373 – jednotorowa, niezelektryfikowana linia kolejowa znaczenia miejscowego łącząca stację Międzychód ze stacją Zbąszyń.
Linia została otwarta w 1908 roku. W 1987 roku całkowicie zawieszono kursowanie pociągów pasażerskich, a w 1992 na odcinku Lewiczynek – Zbąszyń pociągów towarowych. Obecnie (2023) linia jest wyłączona z eksploatacji. 

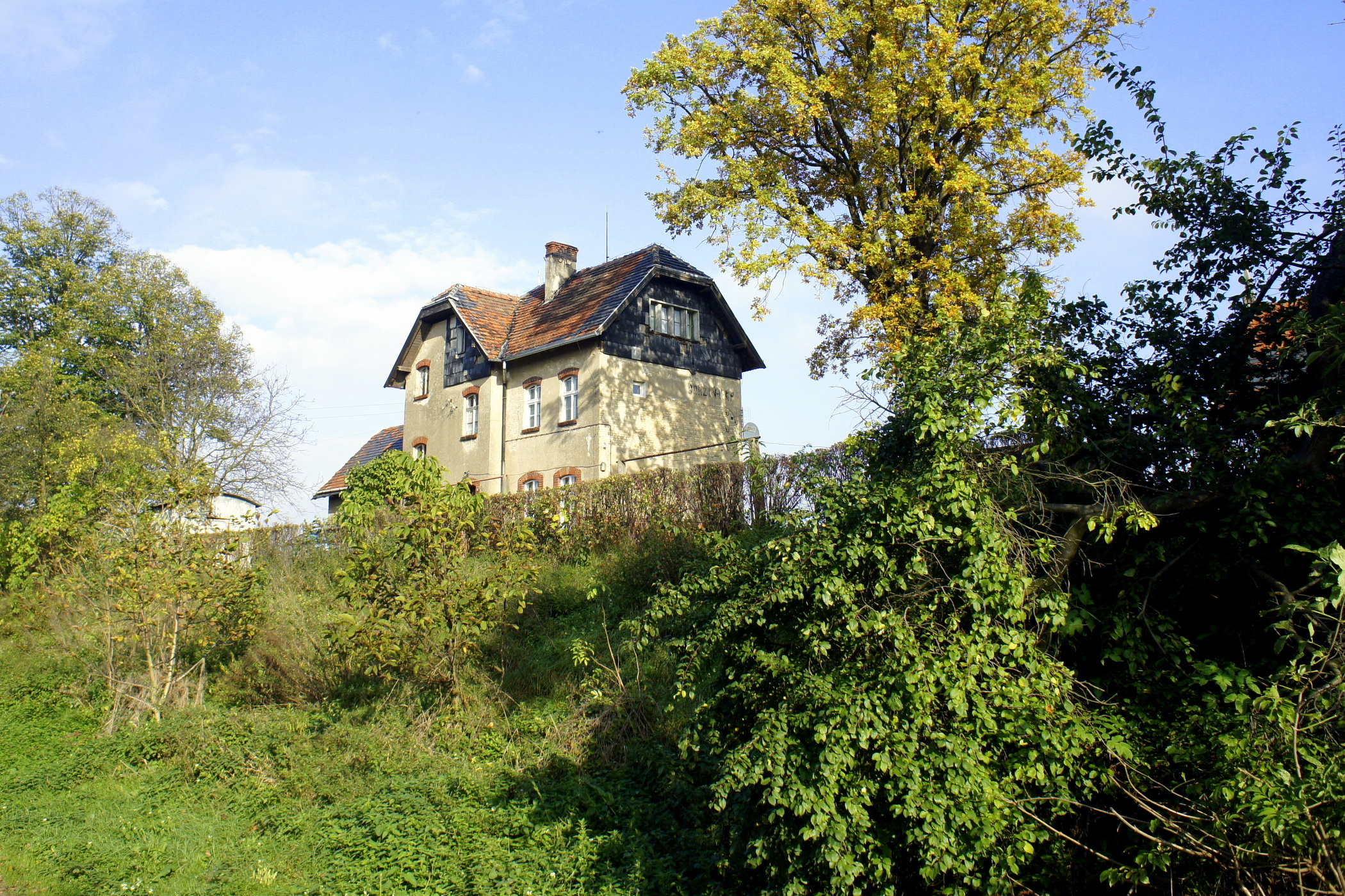
Budynek stacyjny Gorzyń Wlkp.
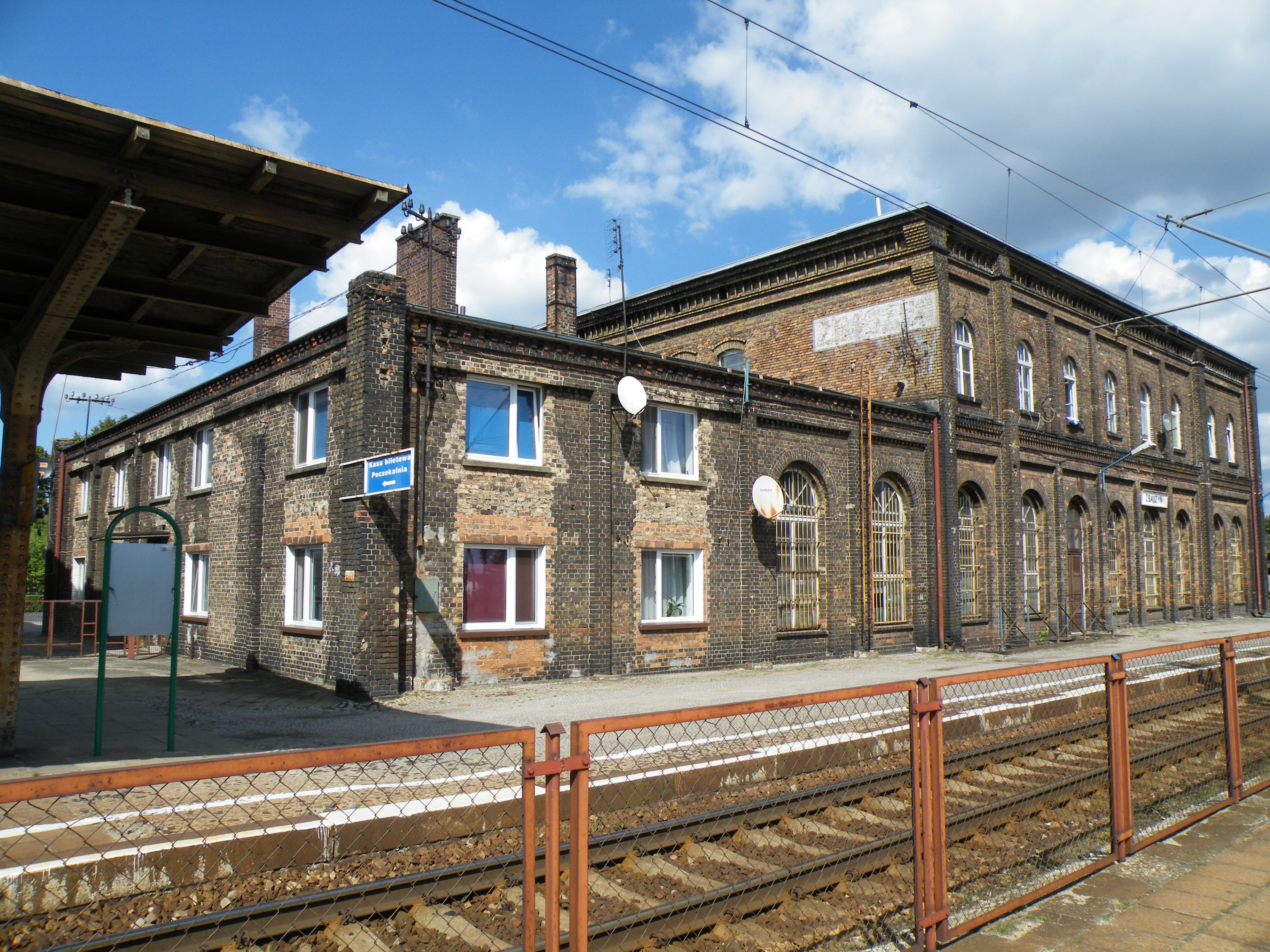
Stacja Zbąszyń